# Vijfhoek (Haarlem)
De Vijfhoek is een buurt in de Haarlemse wijk Oude Stad in stadsdeel Haarlem-Centrum. De buurt dankt zijn naam aan de vijf straten die in het midden van de buurt een pleintje vormen, waar ook Café de Vijfhoek is gelegen. deze straten zijn de Lange Bogaardstraat, Breestraat, Lange Raamstraat, Wolstraat en Drapenierstraat.
De buurt is gelegen in de zuidwesthoek van de Oude Stad. De buurt wordt in het noorden begrensd door de Raaks, in het oosten door de Gedempte Oude Gracht en de Grote Houtstraat. in het zuiden door de Raamsingel en in het westen door de Leidsevaart. Vroeger hield de Oude Stad op bij de Wilhelminastraat. Deze straat volgt de loop van de Oude Zijlsingel. Bij het graven van de Leidsevaart, werd het stuk land tussen deze vaart en de Oude Zijlsingel bij de stad gevoegd. Deze singel kwam later bekend te staan als de Westerlijke Singelgracht toen het stuk land tussen deze gracht en de Leidsevaart werd bebouwd. Vanaf de Singelgracht verbond de Zijdgracht de Singelgracht met de inmiddels gedempte Volders- en Raamgracht.
In de Vijfhoek waren de drie van de elf stadspoorten te vinden namelijk van noord naar zuid; De Raakspoort, Raampoort en Grote Houtpoort.